# Adolf Schärf
Adolf Schärf (n. el 20 de abril de 1890 en Mikulov, en aquel entonces conocida como Nikolsburg - 28 de febrero de 1965 en Viena) fue, desde 1957 hasta su muerte, el sexto Presidente de Austria. 

## Biografía
Nacido en una familia de la clase de trabajadores pobres, trabajo el mismo para realizar sus estudios de leyes durante un tiempo hasta recibir una beca por su excelencia académica. Obtuvo un doctorado en leyes de la Universidad de Viena en 1914 y fue voluntario en la Fuerza Armadas Austro-Húngaras en el mismo año. Al final de la Gran Guerra, fue dado de alta como Subteniente. Ingresó en la política y encontró trabajo como secretario del presidente socialdemócrata del Consejo Nacional de Austria (Nationalrat) durante los primeros años de república en Austria (1918-1934) y sirvió en el Bundesrat 1933-1934. Después de la caída de la república en 1934 y durante las dos ocupaciones nazis, pasó tiempo como preso político. Desempleados después de la disolución del Partido Socialista, aprobó el examen de Abogados de Austria en 1934 y trabajó como asociado con un bufete de abogados. Sin embargo, se “arianizó” la oficina de Arnold Eister, un abogado judío que tuvo que abandonar Austria, se hizo cargo de la firma de abogados y nunca fue restituida. Más tarde, él también ayudó en el proceso de arianización de edificios en Viena. 
Después de la Segunda Guerra Mundial, se convirtió en el presidente del refundado Partido Socialdemócrata de Austria y miembro del nuevo Consejo Nacional. En 1955, también participó en parte de las negociaciones de Moscú por el Tratado Austriaco. Se convirtió en Vicecanciller en 1956, antes de ser electo presidente en 1957 y 1963.
- Datos: Q72898
- Multimedia: Adolf Schärf / Q72898